# Варсонофий (Щеныков)
Архиепископ Варсонофий (в миру Василий Щеныков; 25 февраля 1694, Орёл — 8 (19) ноября 1759, Холмогоры) — епископ Русской православной церкви, архиепископ Архангелогородский и Холмогорский.

## Биография
Пострижен в монашество в Соловецком монастыре,
В 1717 году взят в Александро-Невскую лавру и был в 2-х кампаниях на флоте обер-иеромонахом, принимал участие в морских сражениях со шведами на кораблях «Арендаль» и «Ингермаланд».
С 1720 года — архимандрит Соловецкого монастыря.
6 июля 1737 года избран членом Святейшего Синода.
13 июля 1740 года хиротонисан во епископа Архангелогородского и Холмогорского.
8 января 1741 года возведен в сан архиепископа.
Преосвященный Варсонофий был архипастырь строгий и своевольный. Для него характерно неприязненное отношение к лицам малороссийского происхождения. В первой половине XVIII века правительство усиленно привлекало учёных с Украины в Россию с целью развития просвещения.
Восстановил в Холмогорах Спасскую Новоприлуцкую (Козьеручьевскую) пустынь, превратив её в новую архиерейскую резиденцию, построил здесь храм, архиерейские и монашеские кельи.
Очень строг был епископ Варсонофий к подведомственному духовенству. Его строгость доходила до жестокости. Даже за незначительные проступки он заставлял иногда провинившихся стоять босыми на снегу по несколько часов, а некоторых наказывал и собственноручно.
Заботой о повышение образовательного уровня приходского духовенства, однако был противником открытия школ в своей епархии говоря: «Школам в здешней скудной епархии быть не надлежит».
О действиях архиерея стали известны Св. Синоду. В результате на преосвященного было заведено дело.
Скончался 8 ноября 1759 года. Погребен в Холмогорском соборе.